# Ахмад Дониш
Ахма́д Дони́ш (перс. احمد دانش‎‎, узб. Ahmad Donish, тадж. Аҳмади Дониш букв. «Ахма́д Зна́ющий» или Аҳма́ди Ка́лла букв. «Башкови́тый Ахма́д»; 1827 — 1897) - среднеазиатский учёный, писатель, просветитель, философ, мыслитель и поэт, государственный деятель и посол Бухарского эмирата в Российской империи. Является родоначальником просветительского движения нового времени во всей Средней Азии.

## Биография

### Юность
Ахмад Дониш родился в 1827 году в селе Сугут (ныне Шафирканский район, Бухарская область).
Ахмад (писал под псевдонимом Дониш, что означает «Знающий»; у него ещё было и прозвище Калла — «Головастый», так называли его не только из-за крупной головы, но и из-за незаурядного ума) родился в семье небогатого муллы Мир Насира. Начальное образование он получил в частной школе своей матери, которая умела читать, писать и сочиняла стихи (факт не только для Бухары, но и вообще для мусульманских государств в середине XIX в. весьма редкий). В дальнейшем юный Ахмад продолжил обучение в мектебе и медресе Бухары, куда он переехал вместе с семьёй. Ко времени поступления в медресе он овладел основами арабского языка, прочитал много исторических хроник, писал стихи, украшал своими миниатюрами рукописи. В эти же годы он прославился среди бухарцев как прекрасный каллиграф, миниатюрист и чертёжник. Однако Дониш не ограничился усвоением только тех предметов, которые преподавались в медресе; самостоятельно он изучил математику, геометрию, астрономию, историю, штудировал труды философов Востока, также усиленно занимался каллиграфией. После окончания медресе Дониш занимался педагогической практикой, совершенствовался в каллиграфии. Уже в раннем детстве Дониш проявлял большие способности, имел склонность к поэзии и живописи. 

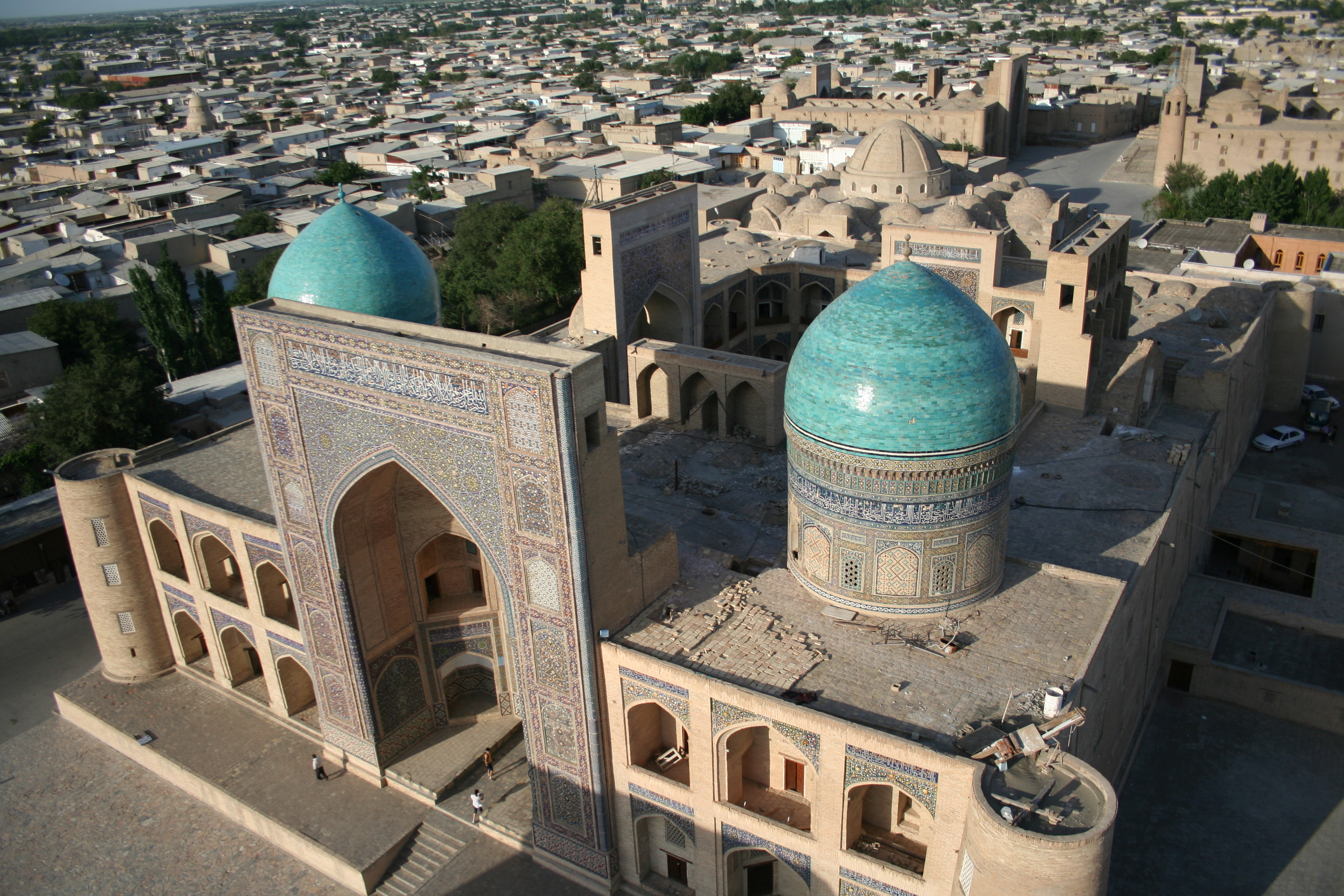
медресе Мир-и-Араб в Бухаре

### При дворе эмира Насруллы
Главный зодчий при дворе эмира Насруллы, которого Ахмад Дониш называет своим учителем (не упоминая его имени) увидел в юноше большого художника и каллиграфа. Он рассказал эмиру о своем ученике, о мастерстве Дониша в каллиграфии и рисовании, порекомендовав его на придворную службу. 

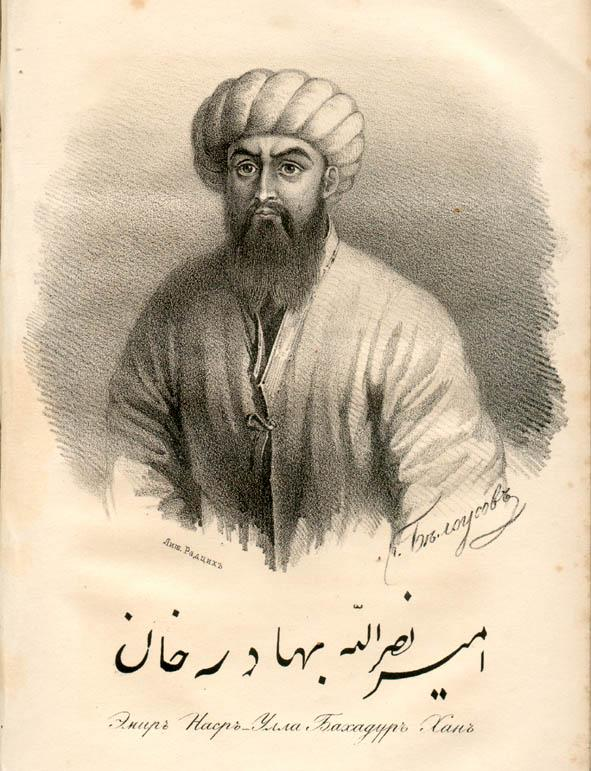
эмир Насрулла

Это было в начале 50-х годов, когда Донишу минуло не более 24-25 лет. Поначалу, он выполнял при дворе обязанности каллиграфа и художника. Однако, вскоре в придворном кругу стало известно о больших способностях Ахмада и в других науках, что привлекло еще большее к нему уважение. В политической жизни Бухарского эмирата этот период ознаменовался дальнейшим расширением благоприятных и дружественных отношений с Российской империей.

#### Первая дипломатическая миссия
Ахмад Дониш, в это время пользовавшийся уже большим уважением и доверием эмира, был включен в состав делегации Бухарского эмирата в качестве секретаря в Российскую империю. Помимо этого эмир Насрулла лично поручил Ахмаду Донишу изучить жизнь и государственное устройство России, чтобы доложить ему об этом по возвращении.
В 1857 году эмиром Насрулла была направлена в Санкт-Петербург делегация, имевшая полномочия посольства, миссия которой состояла в том, чтобы передать русскому правительству соболезнование по поводу смерти Николая I (1855 г.) и поздравить нового императора Александра II с восшествием на престол. Посольство должно было также начать переговоры о расширении и укреплении торговых связей между Россией и Бухарой. Бухарские послы прибыли в Петербург 9 января 1857 года и оставались там до 11-12 января 1858 года.

### При дворе эмира Музаффара
В 1860 году на бухарский престол взошел эмир Музаффар. Правление этого человека ознаменовалось еще большим экономическим ослаблением государства и дальнейшим ухудшением положения.

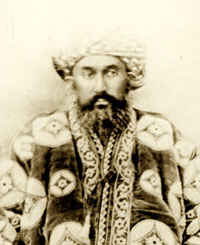
эмир Музаффар

В эти годы Ахмад Дониш, хотя и не занимавший определенной государственной должности, продолжал официально числиться при дворе эмира. Слава о нем, как о большом ученом и замечательном мастере, теперь уже давно перешагнула придворный круг, завоевав признание всех просвещенных и образованных людей Бухары того времени. Опираясь на свое высокое общественное положение, Ахмад Дониш прилагал усилия к тому, чтобы склонить эмиров к государственным реформам, прежде всего в области науки и просвещения. Тем временем большая часть территории, принадлежавшей Бухарскому эмирату, отошла к России по результатам русско-бухарского договора 1868 года. 

#### Вторая дипломатическая миссия
Путешествие Дониша в 1869—1870 гг. в Россию в составе второго Бухарского посольства обогатило его новыми впечатлениями, наблюдениями и мыслями. 
После подписания мирного договора 1868 года эмир Музаффар направляет в Петербург свое посольство, в состав которого был включен снова Ахмад Дониш. Посольство должно было выразить императору Александру дружественные чувства эмира Музаффара и попросить его вернуть эмиру некоторую часть бывшей территории эмирата, отошедшей к России согласно мирному договору. Прибыв в Петербург 2-3 ноября 1869 года, делегация пробыла там более двух месяцев — до 10 декабря.
В этот раз Ахмад Дониш еще лучше ознакомился с политической, экономической и культурной жизнью России. Вместе с другими бухарскими послами он посетил сельскохозяйственный, геологический и транспортный музеи, обсерваторию, экспедицию по производству бумаги, казну государственного банка, стекольный и фарфоровый завод, кораблестроительные верфи, крепость Кронштадт и др. 

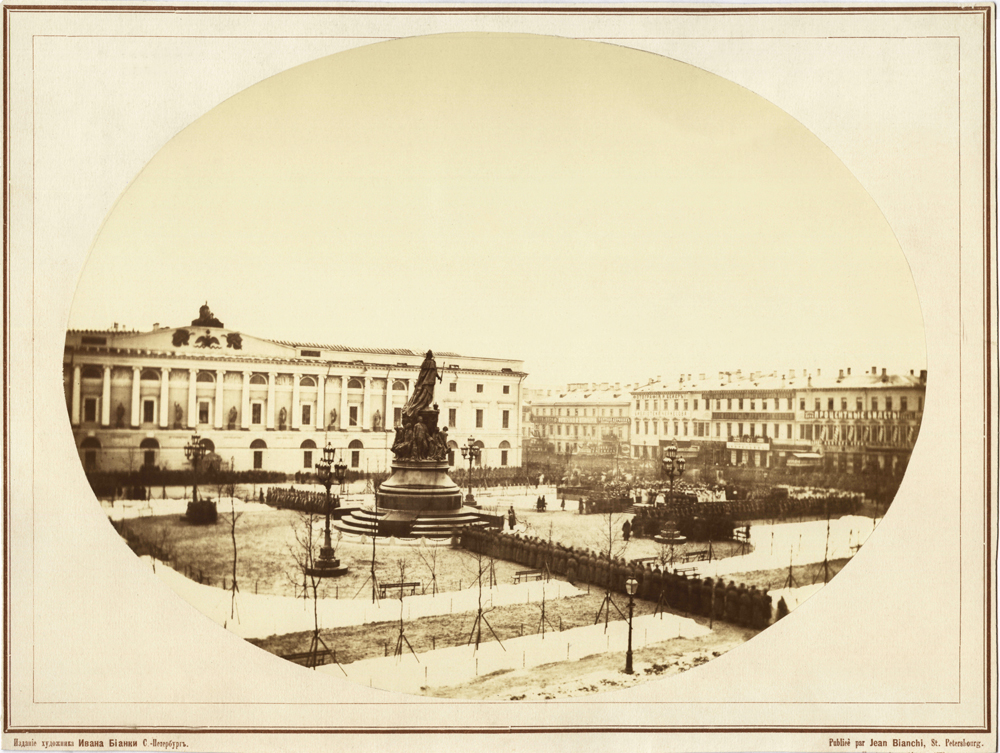
Открытия памятника Екатерины II

На официальных встречах и приемах Ахмад Дониш выделялся своей образованностью и эрудицией и поэтому правительственные круги отнеслись к нему с особым уважением и вниманием. В эти годы (приблизительно 1871-1872 г.) Ахмаду Донишу был пожалован почетный придворный титул «Урака». Тогда же эмир предложил ему занять государственную административную должность. Однако Дониш сознавал, что одним своим личным участием в государственных делах, без коренной перестройки всей системы управления, немыслимо добиться общего улучшения положения страны. Поэтому под благовидным предлогом он уклонился от предложения эмира.

#### Третья дипломатическая миссия
В 1873 году, в связи с победой, одержанной царским правительством в Хивинской кампании, и со свадебным торжеством по поводу бракосочетания дочери Александра II, бухарский эмир отправляет в Санкт-Петербург делегацию посланников во Главе с Абулькадиром Додхо. Первым заместителем посла в этой поездке был назначен Ахмад Дониш.
Бухарские посланники прибыли в Петербург 6 января 1874 года и оставались там около полутора месяцев. По возвращении Дониша в Бухару эмир Музаффар снова предложил ему занять ответственный пост в государственном аппарате. После ознакомления с экономической и политической жизнью России Ахмад Дониш все больше и больше убеждается в том, что без значительного преобразования существующего режима Бухарского эмирата вряд ли возможно достичь этой цели. Предложения Ахмада Дониша были обстоятельно изложены в специальном его труде, названном «Трактат об устройстве государства и взаимоотношениях людей».

### Вдали от Бухары
Тем временем, все больше ширится известность Ахмада Дониша и его влияние на интеллигенцию. Прогрессивные идеи писателя-просветителя, нашедшие свое отражение в его сочинениях, быстро распространяются среди передовой части ученых и поэтов того времени.
Испуганный этим, эмир решил удалить Ахмада Дониша из Бухары. В конце 70-х годов он посылает его казием (духовным судьей) в отдаленные провинции Бухарского ханства — сначала в Хузар, затем в Нахрпай.
В 1880—1889 годы он завершает своё главное произведение «Редкостные события». Нравоучительные и философско-этические рассказы, путевые заметки о путешествиях в Россию, включённые в это сочинение, отражали его просветительские идеи. Слава Дониша как учёного, писателя, смелого критика эмирата и толкователя догм ислама ещё больше укрепилась среди передовой общественности Бухары, в его честь слагались касыды, его превозносили как главу учёных видные литераторы. 

### При дворе эмира Сеид Абдулахад-хана
После смерти эмира Музаффара, занявший престол Сеид-Абдул-Ахад-Хан (1885—1910) был вынужден вызвать Дониша в Бухару и, чтобы оказать видимую милость учёному, назначил его библиотекарем одного из знаменитых медресе. Но монаршие «милости» не подкупили Дониша, до конца жизни он оставался непримиримым критиком эмирата и целиком отдавался творческой деятельности. 

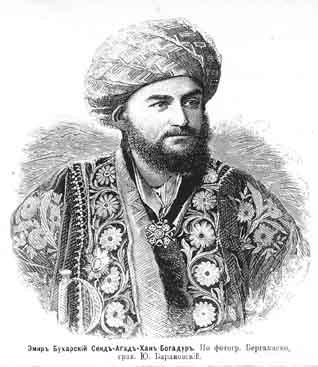
эмир Сеид Абдулахад-хан

В доме Дониша постоянно собирались прогрессивно настроенные поэты, музыканты, ученые, устраивались литературные и музыкальные вечера. Нередко на этих собраниях обсуждались вопросы общественного устройства. С интересом и глубоким вниманием слушали присутствующие умные, содержательные беседы хозяина дома о «чудесах русской жизни». По словам Мир Атаджана — тамбуриста, последнего ученика и приверженца Ахмада Дониша, в доме писателя обычно собирались: знаменитый поэт и музыкант того времени Мулла Карамат Дилкаш, музыканты-тамбуристы Мухаммад Солех и Мулла Искандар, певец Карикамал и Мирза Зуха, дутарист Турсунхаджа, каллиграф Мулла Абдулло. Бывали там и выдающийся поэт этой эпохи Шамсиддин Шахин и поэт Музтариб.

### Смерть
В последние годы Ахмад Дониш был прикован к постели болезнью. Но друзья и приверженцы и здесь не оставили его. В один из весенних дней 1314 года хиджры (1897 год) его сердце перестало биться. Смерть Дониша была огромной потерей для передовой интеллигенции Бухарского эмирата той эпохи.

## Произведения
В последнем незаконченном труде, называемом сейчас условно «Исторический трактат», он, старался раскрыть основные проблемы в управлении государством. Ахмад Дониш в сочинении «Редкостные события» («Наводир-ул-вакое», 1870—1889), особенно в главах «О праве детей по отношению к родителям», «В назидание своим детям», «О правилах супружеской жизни», остро и правдиво разоблачает государственную систему образования, юриспруденцию, экономику.
Движимый желанием передать современникам и потомкам свои знания и жизненный опыт, Ахмад Дониш все свое время и энергию посвящает творческому труду. По дошедшим до нас рукописям Ахмада Дониша по словам его современников можно судить о необыкновенном трудолюбии писателя. Днем и ночью, в далеких уголках эмирата Гузаре и Нарпае и на литературно-музыкальных вечерах в Бухаре он не оставляет работы над своими произведениями. В 70-х годах Ахмад Дониш приступил к созданию своего крупнейшего сочинения «Наводир-ул-вакоеъ» («Редкостные события»). В начале 80-х годов этот замечательный литературно-философский труд был закончен. Вскоре «Редкостные события» завоевали широкую популярность среди бухарской интеллигенции. Книга передавалась из рук в руки. Передовые свободомыслящие люди Бухары, читая ее, находили в ней ответ на многие волнующие их вопросы современной общественной жизни.
Ахмад Дониш несколько раз переписывал свое произведение для своих друзей, внося в него при этом дополнения и изменения. Таким образом, это произведение дошло до нас в нескольких различных редакциях. Итак, подробно анализируя всю государственную систему Бухарского эмирата, Ахмад Дониш вносит свои изменения и поправки почти в каждую ее деталь. Тема воспевания могущества человека, восхищения силой людей из низов ярче всего воплощена в вошедших в настоящий сборник новеллах: «Рассказ о хаджи и о пользе путешествия», «Рассказ о пучине Искандара и о том, как разбогател некий муж из Аджама», «Рассказы о тех, кто спасался от диких зверей», «Рассказ о Шукурбеке». Осознанием необходимости перемен Дониш опередил своё время. Он выдвинул идею ограничения прав абсолютного монарха путём создания совещательного органа по примеру европейских парламентов, предлагал также создать министерства и упорядочить органы местного управления. Но при этом он не мог отказаться и от поддержки тех традиционных форм управления государством, которые были выработаны в течение многих веков мусульманскими правителями и мусульманской юриспруденцией.
Ахмад Дониш, оказал огромное влияние на развитие передовой общественно-политической мысли народов Средней Азии конца XIX и начала XX в., на развитие реалистической литературы. С. Айни, переживший «духовную революцию» после знакомства с произведениями Дониша, назвал его «яркой утренней звездой на тёмном горизонте Бухарского эмирата». Есть менее известные труды Ахмада Дониша, такие как: «Рисола дар назми тамадун ва таовун» ("Политический трактат"), «Меъёр-ут-тадаюн» ("Трактат о религии"), «Рисола-фи- аъмол-ул-кура» ("Наука о глобусе"), «Таодули хамсаи мутахайира» ("Трактат об 5 планетах солнечной системы").

## Периодизация истории Ахмада Дониша
Ахмад Дониш предложил периодизировать историю Средней Азии на основе принципа правления наиболее выдающихся правителей, так называемых обновителей столетия. Он писал: «Сам эмир Тимур Куракани явился обновителем восьмого столетия. И после него в каждой мусульманской стране появлялся обновитель: Султан Хусейн Мирза Байкара примерно в девятом столетии выдвинулся в Герате, а эмир Абдулла-хан — в начале тысячелетия в Бухаре; в одиннадцатом столетии — Сейид Субханкули-хан, а в двенадцатом столетии — покойный господин эмир Ма’сум, то есть эмир Шахмурад. В одно время с этими обновителями были наиболее знающие учёные, выдвинувшиеся в государствах Мавераннахра».

## Могила
Ахмад Дониш скончался в 1897 году в городе Бухаре. Кладбище, на котором он был похоронен, было разрушено в годы Советской власти.

## Изучение наследия Ахмада Дониша
Ахмад Дониш оставил богатое философское, историческое и литературное наследие, которое изучается во многих странах. В частности такие учёные как С. Айни, Ибрагим Муминов, З. Ш. Раджабов, Е. Э. Бертельс, Р. Ходизода, А. А. Хайдаров и другие опубликовали ряд статей и монографий, в которых анализировались труды Ахмада Дониша.

## Память
- В Ташкенте есть улица и рынок Ахмада Дониша
- Улицы Ташкента и Бухары в Узбекистане носят имя Ахмада Дониша.
- В Душанбе есть улица имени Ахмада Дониша.
- В советские годы имя Ахмада Дониша было присвоено Институту истории, археологии и этнографии АН ТаджССР.
- В 1972 году на киностудии Таджикфильм снят биографический фильм, посвящённый Ахмаду Донишу «Звезда в ночи».